# Agustí Montal Costa
Agustí Montal i Costa (Barcelona, 5 april 1934 – aldaar, 22 maart 2017) was een Spaans zakenman en voetbalbestuurder. Hij was president van Futbol Club Barcelona van 1969 tot 1977. Onder het bewind van Montal werd onder meer Johan Cruijff gecontracteerd en werd de Catalaanse identiteit versterkt. 

## Familie
Montal werd op 5 april 1934 geboren in Barcelona in een familie van zakenmensen in de textielindustrie. Hij was de zoon van Agustí Montal Galobart, voorzitter van FC Barcelona van 1946 tot 1952. Montal studeerde om industrieel ingenieur te worden en in 1964 nam hij na de dood van zijn vader het textielbedrijf Industrial Montalfita over. 

## President van FC Barcelona
Montal was in 1968 vicepresident in het bestuur van Narcís de Carreras. Na diens aftreden stelde Montal zich verkiesbaar als president en versloeg hij in de verkiezingen Pere Baret met een verschil van slechts veertien stemmen. Tijdens zijn presidentschap was Montal een uitgesproken verdediger van het Catalaanse nationalisme, hoewel Francisco Franco destijds nog in leven was. Dit uitte zich onder meer door de terugkeer van de originele clubnaam en het gebruik van het Catalaans in de nieuwsbrieven van de club, op de ledenkaarten en bij omroepen in het stadion Camp Nou. Na protesten van Montal stond de Spaanse voetbalbond RFEF medio jaren zeventig weer toe dat clubs buitenlandse spelers contracteerden. FC Barcelona haalde vervolgens Johan Cruijff naar de club, evenals Hugo Sotil en later Johan Neeskens. Met Cruijff won Barça in 1974 de Spaanse landstitel, na de Copa del Generalísimo in 1971 de tweede hoofdprijs onder het bestuur van Montal. Door de successen van het voetbalelftal werd Montal eind 1973 met gemak herkozen, waarbij hij Lluís Casacuberta met 902 tegen 340 stemmen versloeg. Naast het voetbalelftal kregen ook de overige sportsecties aandacht door middel van de bouw van het Palau Blaugrana en de ijsbaan Palau de Gel. Montal werd in december 1977 opgevolgd door Raimon Carrasco.

## Latere jaren
Montal had na zijn tijd als president van FC Barcelona verschillende andere bestuurlijke functies. In 2004 onderscheidde de Generalitat de Catalunya hem met het Creu de Sant Jordi. Montal overleed op 22 maart 2017 op 82-jarige leeftijd.